# Glen De Boeck
Glen De Boeck (ur. 22 sierpnia 1971 w Antwerpii) – belgijski piłkarz występujący na pozycji środkowego obrońcy.

## Kariera klubowa
Glen De Boeck zawodową karierę rozpoczynał w 1990 w zespole Boom F.C. Grał tam przez dwa sezony, w trakcie których zanotował 36 występów. Następnie przeniósł się do KV Mechelen, gdzie od razu wywalczył sobie miejsce w podstawowej jedenastce. W pierwszym sezonie występów w drużynie „Malinwa” Be Boeck zajął trzecie miejsce w rozgrywkach belgijskiej ekstraklasy. Łącznie dla Mechelen rozegrał 93 spotkania, w których pięć razy wpisał się na listę strzelców. Latem 1995 De Boeck postanowił zmienić klub i podpisał kontrakt z RSC Anderlechtem. W Brukseli przez dziesięć sezonów wystąpił w 206 pojedynkach ligowych. Razem z ekipą „Fiołków” trzy razy wywalczył mistrzostwo oraz dwa razy superpuchar kraju. Regularnie grywał także w rozgrywkach Pucharu UEFA oraz Ligi Mistrzów. W 2005 De Boeck z powodu problemów z kolanem zdecydował się zakończyć piłkarską karierę. Pozostał jednak w Anderlechcie, gdzie został asystentem trenera.

## Kariera reprezentacyjna
W reprezentacji Belgii De Boeck zadebiutował 6 października 1993 w towarzyskim spotkaniu przeciwko Gabonowi. W 1998 znalazł się w kadrze Georges’a Leekensa na mistrzostwa świata. Na turnieju tym wystąpił tylko w zremisowanym 2:2 meczu z Meksykiem, kiedy to w 67 minucie zmienił Franky’ego Van Der Elsta. Cztery lata później De Boeck został powołany na kolejny mundial. Na boiskach Korei Południowej i Japonii Belgowie zajęli drugie miejsce w swojej grupie i awansowali do 1/8 finału. W tej fazie turnieju zespół Roberta Waseige przegrał 2:0 z późniejszymi zwycięzcami mistrzostw – Brazylijczykami. Łącznie dla drużyny narodowej De Boeck rozegrał 36 meczów, w których strzelił jednego gola.

## Kariera trenerska
W 2005 De Boeck został asystentem trenera Franky’ego Vercauterena w RSC Anderlechcie. Stanowisko to piastował do 2007, kiedy to został szkoleniowcem Cercle Brugge. W 2010 został trenerem Germinalu Beerschot.